# تصنيف الديناصورات

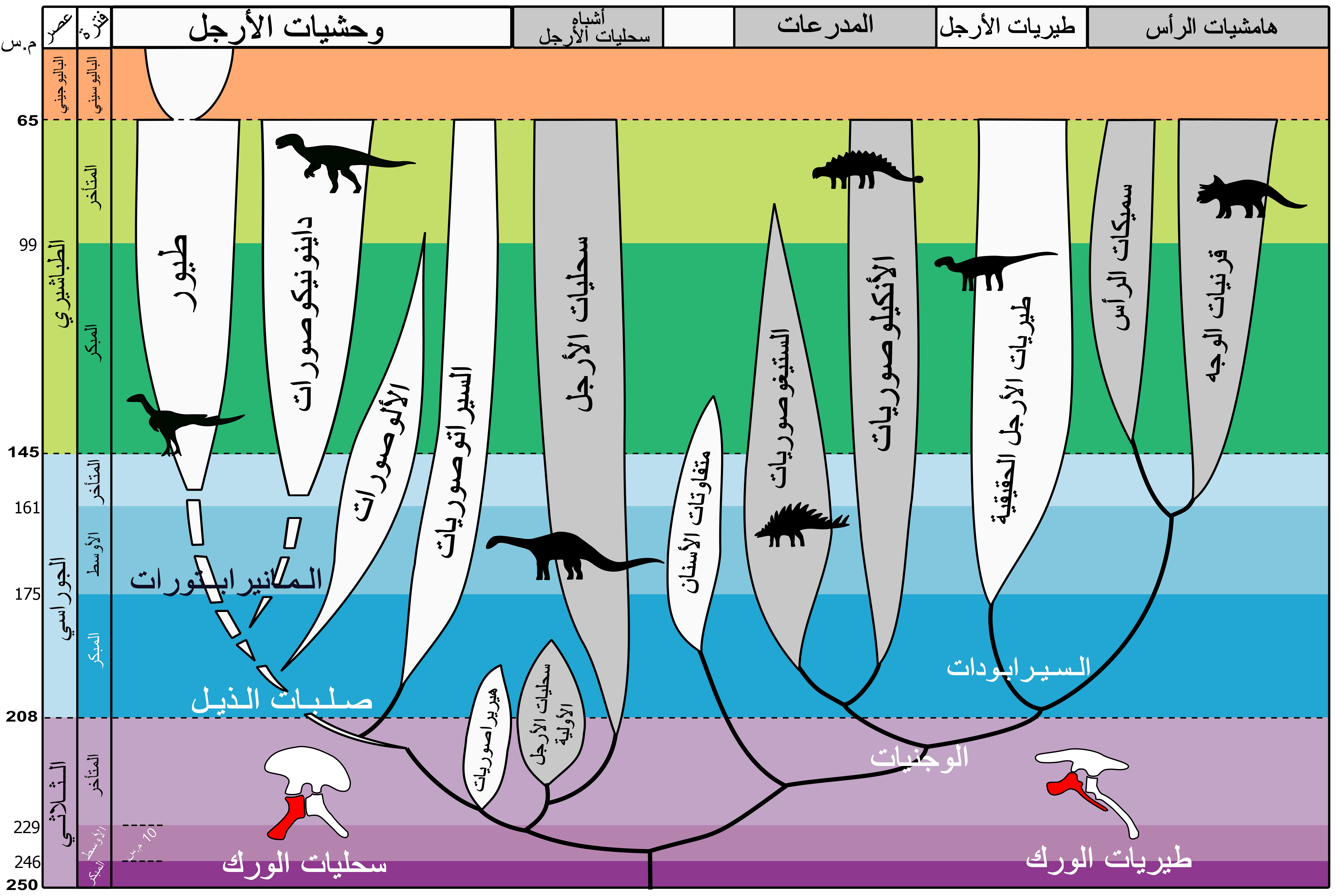
تصنيف الديناصورات

بدأ تصنيف الديناصور في عام 1842 حيث قام عالم الأحياء ريتشارد أوين بتصنيف كل من إغوانادون، ميغالوصور، إلى رتيبة من الزواحف. والتي أقترح عليها اسم «ديناصورات». وفي عامي 1887 و1888 قام عالم الأحياء هاري سيلي بتقسيم الديناصورات إلى قسمين:
- سحليات الورك.
- طيريات الورك.

وسبب ذلك التقسيم انه استند إلى بنية الورك الخاصة بهم، وقد أثبتت هذه الانقسامات أنها ثابتة للغاية، حتى من خلال العديد من التغيرات الزلزالية في تصنيف الديناصورات.